# Diecéze zagyliská
Diecéze Zagylis je titulární diecéze římskokatolické církve, ustanovená roku 1933 papežem Piem XI., pojmenovaná podle starověkého města Zagylis v dnešní Libyi. Toto město se nacházelo v provincii Libia Inferiore.
Od roku založení neměla diecéze žádného titulárního biskupa.